# Xã Seely, Quận Guthrie, Iowa
Xã Seely (tiếng Anh: Seely Township) là một xã thuộc quận Guthrie, tiểu bang Iowa, Hoa Kỳ. Năm 2010, dân số của xã này là 209 người.